# Papuogryllacris biroi
Papuogryllacris biroi är en insektsart som beskrevs av Griffini 1909. Papuogryllacris biroi ingår i släktet Papuogryllacris och familjen Gryllacrididae. Inga underarter finns listade i Catalogue of Life.